# Línea 339 (Interurbanos Madrid)
La línea 339 de la red de autobuses interurbanos de Madrid une Sierra de Guadalupe con Valdemingómez.

## Características
Esta línea une Madrid con el barrio de Valdemingómez. Pese a ser una línea con denominación interurbana, en ningún momento abandona el término municipal de Madrid, a pesar de quedarse en el límite con el término municipal de Rivas-Vaciamadrid. El recorrido total tiene una duración media de unos 20 minutos.
La línea mantiene los mismos horarios todo el año (exceptuando las vísperas de festivo y festivos de Navidad).
Está operada por la empresa La Veloz mediante la concesión administrativa VCM-301 - Madrid – Valdelaguna – San Martín de la Vega (Viajeros Comunidad de Madrid) del Consorcio Regional de Transportes de Madrid.

## Horarios
| Lunes a viernes laborables              |                                     |                                     |                                     |                                     |                                     |                                     |                                     |                                     |                                     |                                     |                                     |                                     |                                     |                                     |                                     |                                     |                                     |                                     |                                     |                                     |                                     |                                     |                                     |                                     |                                     |                                     |                                     |                                     |                                     |                                     |                                     |                                     |                                     |                                     |                                     |                                     |                                     |                                     |                                     |
| Sierra de Guadalupe > Valdemingómez     | Sierra de Guadalupe > Valdemingómez | Sierra de Guadalupe > Valdemingómez | Sierra de Guadalupe > Valdemingómez | Sierra de Guadalupe > Valdemingómez | Sierra de Guadalupe > Valdemingómez | Sierra de Guadalupe > Valdemingómez | Sierra de Guadalupe > Valdemingómez | Sierra de Guadalupe > Valdemingómez | Sierra de Guadalupe > Valdemingómez | Sierra de Guadalupe > Valdemingómez | Sierra de Guadalupe > Valdemingómez | Sierra de Guadalupe > Valdemingómez | Sierra de Guadalupe > Valdemingómez | Sierra de Guadalupe > Valdemingómez | Sierra de Guadalupe > Valdemingómez | Sierra de Guadalupe > Valdemingómez | Sierra de Guadalupe > Valdemingómez | Sierra de Guadalupe > Valdemingómez | Sierra de Guadalupe > Valdemingómez | Valdemingómez > Sierra de Guadalupe | Valdemingómez > Sierra de Guadalupe | Valdemingómez > Sierra de Guadalupe | Valdemingómez > Sierra de Guadalupe | Valdemingómez > Sierra de Guadalupe | Valdemingómez > Sierra de Guadalupe | Valdemingómez > Sierra de Guadalupe | Valdemingómez > Sierra de Guadalupe | Valdemingómez > Sierra de Guadalupe | Valdemingómez > Sierra de Guadalupe | Valdemingómez > Sierra de Guadalupe | Valdemingómez > Sierra de Guadalupe | Valdemingómez > Sierra de Guadalupe | Valdemingómez > Sierra de Guadalupe | Valdemingómez > Sierra de Guadalupe | Valdemingómez > Sierra de Guadalupe | Valdemingómez > Sierra de Guadalupe | Valdemingómez > Sierra de Guadalupe | Valdemingómez > Sierra de Guadalupe | Valdemingómez > Sierra de Guadalupe |
| 06                                      | 07                                  | 08                                  | 09                                  | 10                                  | 11                                  | 12                                  | 13                                  | 14                                  | 15                                  | 16                                  | 17                                  | 18                                  | 19                                  | 20                                  | 21                                  | 22                                  | 23                                  | 00                                  | 01                                  | 06                                  | 07                                  | 08                                  | 09                                  | 10                                  | 11                                  | 12                                  | 13                                  | 14                                  | 15                                  | 16                                  | 17                                  | 18                                  | 19                                  | 20                                  | 21                                  | 22                                  | 23                                  | 00                                  | 01                                  |
| 25                                      | 15                                  | 05 55                               | 45                                  | 35                                  | 25                                  | 15                                  | 05 55                               | 45                                  | 35                                  | 25                                  | 15                                  | 05 55                               | 45                                  | 35                                  | 25                                  | 15                                  | 05 55                               | 40                                  | 30                                  | 00 50                               | 40                                  | 30                                  | 20                                  | 10                                  | 00 50                               | 40                                  | 30                                  | 20                                  | 10                                  | 00 50                               | 40                                  | 30                                  | 20                                  | 10                                  | 00 50                               | 40                                  | 30                                  | 20                                  | 00                                  |
| Sábados laborables, domingos y festivos |                                     |                                     |                                     |                                     |                                     |                                     |                                     |                                     |                                     |                                     |                                     |                                     |                                     |                                     |                                     |                                     |                                     |                                     |                                     |                                     |                                     |                                     |                                     |                                     |                                     |                                     |                                     |                                     |                                     |                                     |                                     |                                     |                                     |                                     |                                     |                                     |                                     |                                     |                                     |
| Sierra de Guadalupe > Valdemingómez     | Sierra de Guadalupe > Valdemingómez | Sierra de Guadalupe > Valdemingómez | Sierra de Guadalupe > Valdemingómez | Sierra de Guadalupe > Valdemingómez | Sierra de Guadalupe > Valdemingómez | Sierra de Guadalupe > Valdemingómez | Sierra de Guadalupe > Valdemingómez | Sierra de Guadalupe > Valdemingómez | Sierra de Guadalupe > Valdemingómez | Sierra de Guadalupe > Valdemingómez | Sierra de Guadalupe > Valdemingómez | Sierra de Guadalupe > Valdemingómez | Sierra de Guadalupe > Valdemingómez | Sierra de Guadalupe > Valdemingómez | Sierra de Guadalupe > Valdemingómez | Sierra de Guadalupe > Valdemingómez | Sierra de Guadalupe > Valdemingómez | Sierra de Guadalupe > Valdemingómez | Sierra de Guadalupe > Valdemingómez | Valdemingómez > Sierra de Guadalupe | Valdemingómez > Sierra de Guadalupe | Valdemingómez > Sierra de Guadalupe | Valdemingómez > Sierra de Guadalupe | Valdemingómez > Sierra de Guadalupe | Valdemingómez > Sierra de Guadalupe | Valdemingómez > Sierra de Guadalupe | Valdemingómez > Sierra de Guadalupe | Valdemingómez > Sierra de Guadalupe | Valdemingómez > Sierra de Guadalupe | Valdemingómez > Sierra de Guadalupe | Valdemingómez > Sierra de Guadalupe | Valdemingómez > Sierra de Guadalupe | Valdemingómez > Sierra de Guadalupe | Valdemingómez > Sierra de Guadalupe | Valdemingómez > Sierra de Guadalupe | Valdemingómez > Sierra de Guadalupe | Valdemingómez > Sierra de Guadalupe | Valdemingómez > Sierra de Guadalupe | Valdemingómez > Sierra de Guadalupe |
| 06                                      | 07                                  | 08                                  | 09                                  | 10                                  | 11                                  | 12                                  | 13                                  | 14                                  | 15                                  | 16                                  | 17                                  | 18                                  | 19                                  | 20                                  | 21                                  | 22                                  | 23                                  | 00                                  | 01                                  | 06                                  | 07                                  | 08                                  | 09                                  | 10                                  | 11                                  | 12                                  | 13                                  | 14                                  | 15                                  | 16                                  | 17                                  | 18                                  | 19                                  | 20                                  | 21                                  | 22                                  | 23                                  | 00                                  | 01                                  |
| 30                                      | 30                                  | 30                                  | 30                                  | 30                                  | 30                                  | 30                                  | 30                                  | 30                                  | 30                                  | 30                                  | 30                                  | 30                                  | 30                                  | 30                                  | 30                                  | 30                                  | 30                                  | 30                                  | 30                                  | 00                                  | 00                                  | 00                                  | 00                                  | 00                                  | 00                                  | 00                                  | 00                                  | 00                                  | 00                                  | 00                                  | 00                                  | 00                                  | 00                                  | 00                                  | 00                                  | 00                                  | 00                                  | 00                                  | 00                                  |

## Recorrido y paradas
NOTA: Debido a las obras del nuevo intercambiador de Conde de Casal, las paradas sombreadas en naranja sustituyen a aquellas sombreadas en rojo, desde el 17 de febrero de 2025 hasta fin de obras.

### Sentido Valdemingómez
La línea toma la A-3 o Avenida del Mediterráneo, haciendo todas las paradas intermedias dentro de la zona A. Una vez pasado el cruce con la M-50, hace dos paradas adicionales en la vía de servicio situada en la parte derecha de la calzada. Ninguna otra línea del corredor 3 que pase por la carretera hace estas paradas, siendo exclusivas de la línea 339. La cabecera está situada en la parada Carretera A-3 - Valdemingómez, donde pasan muchas otras líneas del corredor 3. No obstante, el autobús da la vuelta usando la primera salida para entrar en Rivas-Vaciamadrid, a pesar de que en la teoría jamás abandona el término municipal de Madrid. Por otra parte, el descanso no se realiza en la propia cabecera al no estar acondicionada para ello (es una parada de paso de otras líneas, véase la tabla siguiente), sino unos metros antes en un lugar más adecuado en la vía de servicio (sentido Madrid).
| Código | Parada                                   | Común con                                        | Conexiones con Metro y Cercanías | Zona |
| ------ | ---------------------------------------- | ------------------------------------------------ | -------------------------------- | ---- |
| 07433  | Av. Mediterráneo - Conde de Casal        | 331 332 333 334 336 337                          | Conde de Casal                   |      |
| 3350   | Mediterráneo-Pérez de Ayala              | 145 E 331 332 333 334 341                        |                                  |      |
| 3351   | Mediterráneo-Pío Felipe                  | 145 E 331 332 333 334 341                        |                                  |      |
| 3353   | Mediterráneo-Pablo Neruda                | 63 145 E 312 312A 331 332 333 334 336 337 341    |                                  |      |
| 5150   | Mediterráneo-Politécnico                 | 63 145 312 312A 331 332 333 334 336 337 341      |                                  |      |
| 2612   | Mediterráneo-Democracia                  | 63 145 E 312 312A 331 332 333 334 336 337 341    |                                  |      |
| 50068  | Av. Gran Vía del Este - Sierra Guadalupe |                                                  | Sierra de Guadalupe Vallecas     |      |
| 07439  | Mediterráneo-Santa Eugenia               | 312 312A 331 332 333 334 336 337 341 351 352 353 | Santa Eugenia                    |      |
| 10163  | Ctra. A3 - Venta                         |                                                  |                                  |      |
| 07441  | Ctra. A3 - Gallineros                    |                                                  |                                  |      |
| 07442  | Ctra. A3 - Valdemingómez                 | 312 312A 313 326 336 337                         |                                  |      |

### Sentido Sierra de Guadalupe
El recorrido es idéntico pero en sentido contrario.
| Código | Parada                                   | Común con                                                         | Conexiones con Metro y Cercanías | Zona |
| ------ | ---------------------------------------- | ----------------------------------------------------------------- | -------------------------------- | ---- |
| 07526  | Ctra. A3 - Valdemingómez                 | 312 312A 313 326 336 337                                          |                                  |      |
| 07529  | Mediterráneo-Santa Eugenia               | 312 312A 313 326 331 332 333 334 336 337 341 351 352 353          | Santa Eugenia                    |      |
| 2613   | Mediterráneo-Democracia                  | 63 145 E 312 312A 313 326 331 332 333 334 336 337 341 351 352 353 |                                  |      |
| 4283   | Mediterráneo-Fuente Carrantona           | 145 E 312 312A 313 326 331 332 333 334 336 337 341 351 352 353    |                                  |      |
| 3352   | Mediterráneo-Pío Felipe                  | 145 E 331 332 333 334 341                                         |                                  |      |
| 2611   | Mediterráneo-Arroyo Fontarrón            | 63 143 145 E 331 332 333 341                                      |                                  |      |
| 07433  | Av. Mediterráneo - Conde de Casal        | 331 332 333 334 336 337                                           | Conde de Casal                   |      |
| 50068  | Av. Gran Vía del Este - Sierra Guadalupe |                                                                   | Sierra de Guadalupe Vallecas     |      |